# Thống Kênh
Thống Kênh là một xã thuộc huyện Gia Lộc, tỉnh Hải Dương, Việt Nam.
Xã Thống Kênh có diện tích 6.02 km², dân số năm 1999 là 6093 người, mật độ dân số đạt 1012 người/km².

## Vụ Kinh Triều (1987 - 1990)
Vụ dân làng Kênh (Kinh Triều ) đòi ruộng dưới sự dẫn dắt của một số Đảng viên dẫn tới giải tán chi bộ thôn Kinh Triều (năm 1990). Cuộc đấu tranh sau đó thất bại.